# Vanja Iveša
Vanja Iveša (Pola, 21 luglio 1977) è un ex calciatore croato, di ruolo portiere.
Detiene i record come giocatore più anziano, più alto e più pesante ad aver mai giocato in 1.HNL.

## Carriera
Nell'estate del 2008, la società turca dell'Eskişehirspor paga il suo cartellino per 150000 € dallo Slaven Belupo. Nel giugno 2015 firmando un contratto annuale si accasa tra le file dell'Istria 1961. Nel luglio 2021 a quasi 44 anni compiuti annuncia l'addio dal calcio giocato per dedicarsi alla carriera da allenatore.